# 變法裴占介
變法裴占介（学名：Paijenborchella pianfia）为浪花介科裴占介屬下的一个种。